# Río Gromejón
El Gromejón es un afluente del río Duero que nace y desemboca en la comarca burgalesa de la Ribera del Duero.

## Datos importantes
Este río nace en la Meseta Norte, más concretamente en la Fuente del Cubo, Caleruega, Burgos y desemboca en el Duero, en el límite del término municipal de Berlangas de Roa. Tiene un recorrido desde que nace hasta que muere de unos 40 km aproximadamente y también hay que añadir que este río tiene un caudal irregular, es decir, en invierno tiene bastante caudal, pero en el verano hay zonas que se seca.

## Localidades
=> Caleruega => Valdeande => Tubilla del Lago => Villalbilla de Gumiel => Gumiel de Izán => Quintana del Pidio => La Aguilera => Gumiel de Mercado => Ventosilla
=> Berlangas de Roa.

## Afluentes
- Río de Puentevilla

- Arroyo de Sotillo

## Historia

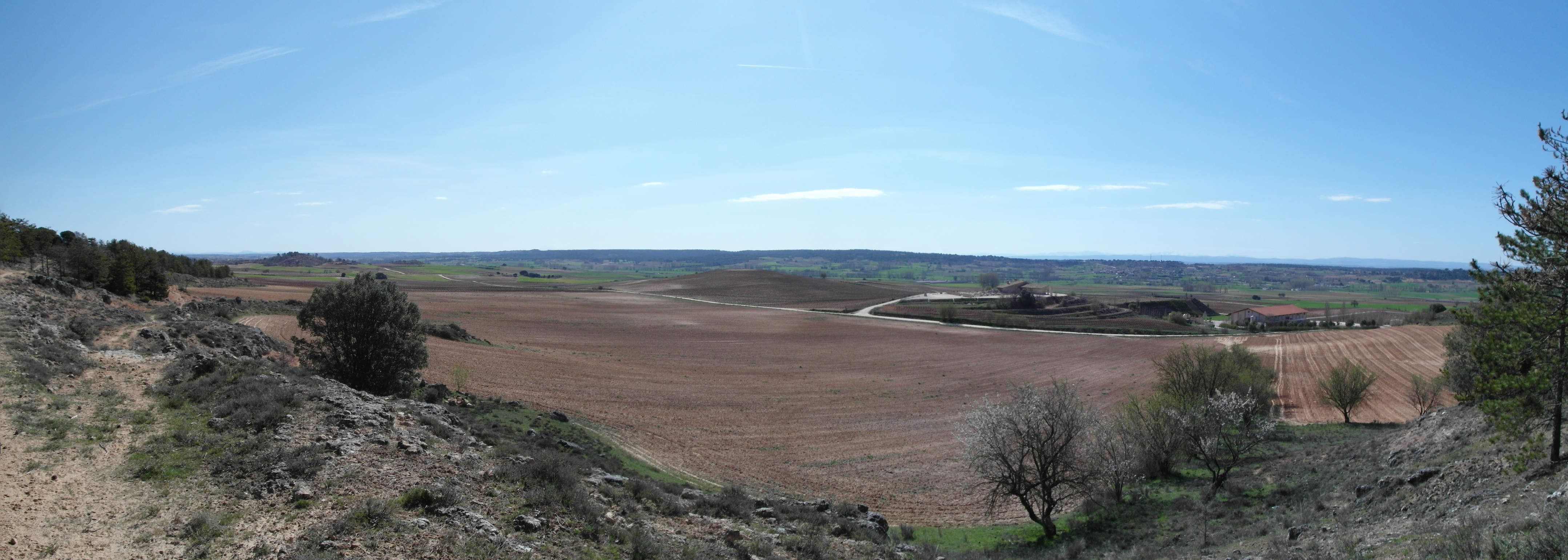
Valle del Gromejón cerca de Gumiel de Mercado.

Las fuentes medievales alternan las formas de Gromejón y Gomejón para referirse al río de esta localidad. Si tenemos presente que históricamente la localidad más importante por la que discurre este río es la de Gumiel de Izán, quizás sea en el significado de este pueblo donde haya que buscar el significado del río. La terminación -jon es un sufijo de carácter diminutivo, el resto de la palabra (Gome-) derivaría del término Gomelus, nombre de persona. El resultado sería el de río Gomejón, con claras referencias a Gomelus, de donde deriva el topónimo Gumiel.()
Centrándonos en el río Gromejón a su paso por el tramo que discurre entre Gumiel de Izán, Quintana del Pidio, Revilla y La Aguilera, tenemos que a finales del siglo XII aparece la primera referencia a un  molino en las márgenes del mencionado río. Concretamente, en el año 1190 -fecha en la que Quintana del Pidio cambia de situación jurídica pasando del dominio real al de abadengo, por una permuta entre Alfonso VIII y el abad del monasterio de Silos- en el documento donde se refleja este trueque se  mencionan los molinos, suponemos, no cabe otra posibilidad, que se está aludiendo a los molinos en las riberas del Gromejón entre Gumiel de Izán y La Aguilera: “Dono vobis prephatam villam totam, integre, cum collaciis, solaribus populatis et heremis, cum ingressibus et egressibus suis, cum terris, vineis, pratis, pascuis, defesis, et cum rivis, molendinis, aquis, montibus et fontibus, et cum ómnibus directuris, teminis et pertinenciis suis”.
En la documentación del siglo XV volvemos a encontrar referencias concretas a los molinos en la vega del Gromejón a su paso por los términos de Gumiel de Izán, Quintana, Revilla, Gumiel de Mercado y La Aguilera, tramo en el que vamos centrando nuestro estudio molinar. En diversos documentos como apeos, cartas de concordia, etc. se registran variadas referencias a los molinos y a su estructura. Así, en una carta de concordia de amojonamiento entre Quintana y Revilla del año 1442 se alude al “cornixal de la presa” del molino y a su calce que se utilizaba además para el riego de los linares; el molino referenciado no es otro que el llamado “molino de los abades” en alusión a sus propietarios, los monjes del monasterio de Silos. Cinco años después (1447), en un compromiso de amojonamiento, ahora entre Quintana y Gumiel de Izán, tenemos la referencia a otro molino, próximo al anterior, el molino de Alonso Sánchez, que pocos años después cambiaría de propietario: “... desde el moxón postrimero suso puesto y declarado que dexamos puesto en la çerniguera del río biexo qu'es vno del molino que agora es de Alonso González de Rrebilla y por la dicha bega ayuso entre Rrebilla aldea de la dicha villa e el dicho logar Quintana”. En diversos documentos sobre amojonamientos entre las localidades de Quintana, Gumiel de Izán y  Revilla, hay referencias a diversos molinos; estos pensamos que son, concretamente, dos de los que han llegado hasta nuestros días, el molino de Santa Marina de Revilla, que en el documento citado se le  denomina como Molino de los Abades y el molino de Alonso Sánchez. Pero será en la documentación del siglo XVI donde queda fielmente constatada la existencia de estos molinos.

El Gromejón, río humilde de caudal y corto en recorrido, se muestra, sin embargo, pródigo a la hora de acoger en su ribera monasterios y molinos. A lo largo de unos 40 kilómetros de longitud, el agua, candeal y monástica, va discurriendo lentamente hasta que, pasado Ventosilla, entrega panes y plegarias al Duero. Los molinos, actualmente arruinados o inactivos, se exhiben como parte de un pasado muy próximo pero irrecuperable ya. Dos monasterios llenan de espiritualidad el curso de un río que, al amparo de las preces, aprende a trazar valles y vegas, y a sembrar chopos y huertos. Hubo otro monasterio más, que con el nombre de San Pedro de Gumiel nació allá por los tiempos del románico primitivo. Pero de su paso por la historia sólo hoy queda un puñado de sorprendentes capiteles, una cerca incompleta y algunas piedras que forman parte de las casas de Gumiel de Izán. Siguiendo el curso del río recorreremos un total de 45 kilómetros y las localidades de Caleruega, Valdeande, Tubilla, Villalbilla, Gumiel de Izán, Quintana del Pidio, La Aguilera, Gumiel de Mercado, Ventosilla.
Pascual Izquierdo

En sus márgenes existieron durante la Edad Media importantes monasterios, como el de San Pedro de Gumiel de Izán o el de Sancti Espíritu de La Aguilera. 
Más modernamente han tenido mucha importancia económica los molinos harineros de sus orillas, que han estado en producción hasta finales del siglo XX.